# Тер-Габриэлян, Авет Карпович
Авет Карпович Тер-Габриэля́н (19 апреля [11 мая] 1899, Нахичевань-на-Дону, область Войска Донского, Российская империя — 1983, Москва, СССР) — советский армянский скрипач, основатель и первая скрипка Квартета имени Комитаса. народный артист Армянской ССР (1945).

## Биография
Родился 7 (19 июня) 1899 года в Нахичевани (ныне Пролетарский район (Ростов-на-Дону)).
Игре на скрипке обучался у Н. К. Авьерино. В 1929 окончил Московскую государственную консерваторию (МГК) им. Чайковского по классу Л. М. Цейтлина.
Организовал первый армянский советский струнный квартет (1923, Ереван). На протяжении 52 лет (1924—1976) был первой скрипкой Квартета имени Комитаса.
С 1929 года преподавал в МГК (с 1947 г. — доцент). Выступал с сольными концертами, в составе квартета, в ансамбле с А. Б. Гольденвейзером, К. Н. Игумновым, Г. Г. Нейгаузом, В. К. Мержановым, а также с оркестрами. Стал лауреатом второй премии на Всесоюзном конкурсе музыкантов-исполнителей (1935). Гастролировал за рубежом.
Умер в 1983 году в Ереване.

## Награды и премии
- заслуженный деятель искусств Армянской ССР (1938)
- народный артист Армянской ССР (1945)
- Сталинская премия второй степени (1946) — за концертно-исполнительскую деятельность в составе квартета имени Комитаса
- Государственная премия Армянской ССР (1965)
- орден Трудового Красного Знамени (04.11.1939) — «за выдающиеся заслуги в деле развития армянского театрального и музыкального искусства»
- медаль «За трудовую доблесть» (14.10.1966) — за заслуги в подготовке высококвалифицированных музыкальных кадров и в связи со 100-летием Московской государственной консерватории им. П. И. Чайковского
- медали